# Yukarıalagöz, Kızılırmak
Yukarıalegöz là một xã thuộc huyện Kızılırmak, tỉnh Çankırı, Thổ Nhĩ Kỳ. Dân số thời điểm năm 2010 là 958 người.